# Listă de seriale TV noir
Aceasta este o listă de seriale de televiziune noir:

## Seriale americane
- Dragnet (1951–59)
- Peter Gunn (1958–61)
- Evadatul (The Fugitive, 1963–67)
- The Outer Limits (1963–65)
- Banyon (1972–73)
- Kolchak: The Night Stalker (1974–75)
- City of Angels (1976)
- Miami Vice (1984–89)
- Mike Hammer (1984–87)
- Philip Marlowe, Private Eye (1984–86)
- Moonlighting (1985–89)
- Crime Story (1986–88)
- Wiseguy (1987-90)
- Twin Peaks (1990–91)
- Batman: The Animated series (1992–95)
- The X-Files (1993–02)
- Fallen Angels (1993, 1995)
- New York Undercover (1994-98)
- EZ Streets (1996, 1997)
- La Femme Nikita (1997-01)
- Todd McFarlane's Spawn (1997–99)
- Brimstone (1998–99)
- Angel (1999–04)
- Firefly (2002)
- The Shield (2002–08)
- Veronica Mars (2004–07)
- Sleeper Cell (2005–2006)
- Day Break (2006)
- Dexter (2006–prezent)
- Moonlight (2007–08)
- Raines (2007)
- Breaking Bad  (2008–prezent)
- Sons Of Anarchy (2008–prezent)
- True Blood (2008–prezent)
- Bored to Death (2009–prezent)
- Terriers (2010)
- Ringer (2011-prezent)
- Femme Fatales (2011-prezent)
- American Horror Story (2011-prezent)
- Magic City (2012-prezent)

## Seriale non-americane
- The Singing Detective (1986) (Marea Britanie)
- Cracker (1993–2006) (Marea Britanie)
- Cowboy Bebop (1998–99) (Japonia/anime)
- The Big O (1999–2000) (Japonia/anime)
- Noir (2001) (Japonia/anime)
- Heat Guy J (2002-2003) (Japonia/anime)
- Ghost in the Shell: Stand Alone Complex (2002–2003) (Japonia/anime)
- Ghost in the Shell: S.A.C. 2nd GIG (2004–2005) (Japonia/anime)
- Torchwood (2006–prezent) (Marea Britanie)
- Darker than Black (2007, 2009) (Japonia/anime)
- 009-1 (Japonia/anime)
- Phantom of Inferno (Requiem for Phantom) (2004,2009) (Japonia/anime)
- Sherlock (2010–prezent) (Marea Britanie)